# Oceánem hvězd
Oceánem hvězd (anglicky Across the Sea of Stars) je sbírka vědeckofantastických povídek britského spisovatele Arthura Charlese Clarka, která vyšla česky v roce 1962 v nakladatelství SNKLU v překladu Miloslava Žiliny. Tento český překlad je pouze malá část původního obsáhlého omnibusu Across the Sea of Stars z roku 1959 obsahujícího kromě povídek i dva autorovy romány Konec dětství a Světlo Země.
Některé z povídek pak byly česky otištěny i v dalších sbírkách jako např. Hlídka, Výprava na Zemi či Historky od Bílého jelena. Pravděpodobně nejzámější z nich je povídka Hlídka, která v angličtině vyšla původně ve sbírce Výprava na Zemi (1953) a později byla použita pro scénář k filmu 2001: Vesmírná odysea amerického režiséra Stanleyho Kubricka.
V některých povídkách se objevuje vědec Harry Purvis, Clarkova fiktivní literární postava.

## Povídky
- Hlídka (The Sentinel)
- Jupiter V (Jupiter Five), jiný název Jupiter Pět
- Ticho, prosím (Silence, Please!)
- Zbrojní horečka (Armaments Race), jiný název Závody ve zbrojení
- Pacifista (The Pacifist)
- Ohně v hlubinách (The Fires Within)
- Záchranný oddíl (Rescue Party), jiný název Záchranná výprava